# اريك فيلتون
اريك فيلتون (بالإنجليزية: Eric Felton)‏ هو لاعب كرة قدم أمريكية أمريكي، ولد في 8 أكتوبر 1955 في أوستن في الولايات المتحدة.

## وصلات خارجية
- اريك فيلتون على موقع مرجع كرة القدم المحترفة.كوم (الإنجليزية)
- اريك فيلتون على موقع JustSportsStats.com (الإنجليزية)